# Stathmostelma propinquum
Stathmostelma propinquum là một loài thực vật có hoa trong họ La bố ma. Loài này được (N.E. Br.) Schltr. miêu tả khoa học đầu tiên năm 1913.